# エクステリア業
エクステリア業（エクステリアぎょう、英語：exterior business）とは、エクステリア工事・外構工事を専業とする業者とその業および関連する製品メーカーの事業（エクステリア事業）のこと。
建物の外部住環境づくりは建築業界では、外構（外構業者）外構エクステリア業、外構業界、などと呼び、その施工を外構工事という。外構工事は建築工事同様に植栽エクステリアやブロック、照明・電気等専門職種に分かれており、その際は管理者が必要となる。これら細分化された工事をまとめて請負うのが、外構専門業者となる。

## 種類
種類は造園業や建材業から派生しているブロック・エクステリア業、金属系の建材メーカー・商社を表す建材・エクステリア業、ガーデンデザイナーとして、またガーデニング・エクステリア専門店などの形式で営業するガーデン・エクステリア業、とある。
建設業法の「軽微な工事」であれば、業法上の建設業にはあたらない。日本標準産業分類では【大分類】A 農業，林業 (2) の【中分類】01 農業 に、【小分類】として、013 農業サービス業と014 園芸サービス業がある。
【大分類】I 卸売業，小売業.には【中分類】に、60 その他の小売業 【小分類】として、604 農耕用品小売業 と 609 他に分類されない小売業 とがあり、他に分類されない小売業には【細分類】に、6091 ホームセンター、6093 花・植木小売業、6094 建築材料小売業、6095 ジュエリー製品小売業、6096 ペット・ペット用品小売業、6099 他に分類されないその他の小売業 となっている。

## 関連団体と資格
関連団体に、国土交通大臣認定「建築コンクリートブロック工事士」や「エクステリア・プランナー」「ブロック塀診断士」を認定している公益社団法人日本エクステリア建設業協会、エクステリア業に携わる技術者のマナー及び安全衛生講習修了者を「エクステリア施工技術者」として認定している一般社団法人エクステリア研究会、庇やパーゴラなどオーニングを扱う「オーニング安全施工技術者」を認定している日本オーニング協会、厚生労働大臣認定「バルコニー施工技能士」や「サンルーム施工技士」「ホームエクステリア・アドバイザー」を認定している社団法人日本建材産業協会、景観舗装用コンクリート平板製品の製造業者の団体である全国エクステリアコンクリート協会、エクステリアアドバイザー認定試験を主催している日本デザインプランナー協会、経済産業大臣認定DIYアドバイザーを扱う社団法人日本DIY協会、ジャパンガーデンデザイナーズ協会(JAG)、などがある。
資格などは、上記の団体が認定する資格の他、厚生労働大臣認定の造園技能士、コンクリート積みブロック加工技能士、れんが積み技能士、など、また国土交通大臣認定の造園施工管理技士、土木施工管理技士、外壁診断士、なども関連資格である。
基幹技能者の中でも、建築ブロック・エクステリア基幹技能者、登録エクステリア基幹技能者、登録造園基幹技能者、といったものがある。

## コンテストやコンクール
国際バラとガーデニングショーなどのガーデンデザイン関連はもとより、LIXIL・TOEXエクステリア施工コンクール、エクステリアデザイン施工フォトコンテスト（YKK AP株式会社）、エスティナガーデンアワード「全国ガーデンエクステリア コンテスト」、四国化成工業 施工作品コンテスト、東洋工業 グラヴィブリック施工写真コンテスト、三協立山アルミ「エクステリア デザインコンテスト」、楽天市場 花･園芸･エクステリア部門MVP月間賞、松下電工住まいのあかりコンクール・エクステリア賞、などがある。

## 企業例
専門業者には、一例としてクラウンエクステリア、ハンワホームズ、クローバーガーデン、山創建設、ひまわりライフ、京阪園芸エクステリアブランド「Ophelia」、釘﨑創建シティ･アート、ケー・ワイ・ビー、株式会社デジタルアライアンスエクステリア販売エクスショップ事業部、ボックスウッド、などがあり、ハウスメーカー系なら、積水化学工業セキスイハイム系のセキスイエクステリア「The Seasen（ザ･シーズン）」、セキスイハイム山陽、積水ハウス系のグリーンテクノ積和、グリーンテクノ積和中部、グリーンテクノ積和関西、住友林業系の住友林業緑化があり、全国規模で広く展開している。
不動産系には、アサヒグローバル、リフォーム系には、ワイドアルミがあり、住環境に関する事業には、横尾材木店、サンワハウス、遠藤商事、キャッツ (企業)、などがある。
ホームセンターなどでは、メイクマン ジョイフルエーケー、島忠、などは製品の販売を、このほかリックコーポレーションタイムエクステリアセンターのように専門で製品をあつかう店舗の他、ジョイフル本田エクステリアセンターやガーデンセンター、ひらせいホームセンター住まいのお手伝い事業部、などのように設計施工まで担当する事業部を抱えるところもある。
商社は、エクシス、メイク、キムラ (建設資材)、三富、ユアサ商事、サングリーン（名古屋市守山区）のように、一般に製品のみを扱うが、ほかに、設計施工を行う大丸（札幌市）
などがある。
製品を扱う会社には、有名どころで、木製品・園芸資材系ではグローベン株式会社（名古屋市港区）、タカショー（和歌山県海南市）、大和総業株式会社（愛知県春日井市）、株式会社グリーンフィールド（岩手県盛岡市）、天光木材産業株式会社（広島市安佐南区）、KIKO[キコ]（大阪市住之江区）、株式会社福彫（福岡県春日市）、がある。
エクステリア製品の製造販売を手がける事業部等を各種製造業でもいくつかあり、金物（アルミサッシュによるサンルームや門扉・フェンス・カーポート・テラス・デッキ等）系などはアメリカのアルコアなどはもともとガレット・エクボに依頼し、製品開発をてがけ、エクボ自身が自邸で実験をしているが、日本でのおもなメーカーは、日本アルミニウム協会で日本エクステリア工業会メンバーの LIXILグループ傘下のLIXIL（旧新日軽、東洋エクステリア、INAX、トステムの各エクステリア部門）、
四国化成工業株式会社（香川県丸亀市）、
三協立山エクステリア部門（富山県高岡市）、
YKK APエクステリア、
ダイケン （大阪市淀川区）、
ヤマヒサエクステリア事業、
ミカミ工業、
昭和アルミニウム、
タカノ (家具)（長野県上伊那郡宮田村、エクステリア製品ではオーニング（日除け）が有名）、
大仙 (企業)（愛知県豊橋市、D-plazaというフランチャイズ方式も展開）などがある。
物置・ガレージ・自転車置場などの製品メーカーでは不二サッシ（川崎市幸区）、デザインアーク、昭和アルミニウム、川口技研（埼玉県川口市）、株式会社稲葉製作所（東京都大田区）、株式会社淀川製鋼所（大阪市中央区）などがある。
そしてシャッター会社では東洋シヤッターのみがエクステリア関連事業には未着手な他は、関根製作所（アルミエクステリア商品の製作販売）、文化シヤッター、三和シヤッター工業株式会社系の三和エクステリア株式会社、などがエクステリア関連事業を展開している。
ナカオ金属工業、
CORPORATE LTD（タイ法人） 138BOONMITR BLDG,7thFloor,SILOM Rd SURIYAWONG,BANGKOK 10500 業務用エアコン（鈑金部分）の加工や塗装などの施工サービス、オフィス用電力受配電設備の設置やエクステリア分野など多岐に渡る。ナカオ金属工業 公式サイト
マスオカ
株式会社マスオカは、建材・自動車・精密機械・情報機器用各種金型および設備機械の設計製作専門メーカー。他に、アルミ加工,設備機械,プレス金型,アルミ形材押出金型,エクステリア製品,樹脂押出金型,自動機,油圧加工機,自動車部品加工の事業も手掛ける。1959年 - 高岡市内免にて、個人創業 1965年 -

さらに、コンクリートブロック（ブロック・レンガ・石）系ではエスビック株式会社（群馬県群馬郡箕郷町）、マチダコーポレーション株式会社（群馬県高崎市）、東洋工業株式会社（香川県高松市）、太陽セメント工業株式会社（大阪市福島区）、セメント系エクステリア製品のアイコットリョーワ、タイル・エクステリアのヤマサキ (福岡県)、備南工業（岡山市中区）、コンクリート二次製品の日本興業エクステリア事業（関連会社にニッコーエクステリア）、明和工業（東京都府中市）が、
エントランスまわり商品（サインポスト、宅配ボックス、エントランスポール等）ではパナソニック電工、ブラバンシア（おもに新聞受け、郵便受け)、といった具合にそれぞれ得意分野を生かしながら、応用的にエクステリア事業を展開している。
その他、インターネットを介して全国販売施工と企画・運営・管理を行うデジアラホールディングス、ハンワホームズが運営するDEPOS
などが有名ある。